# Miguel Ángel Martín (magistrado)
Miguel Ángel Martín Tortabu (Valencia, Venezuela, 11 de enero de 1967) es un abogado venezolano doctor en derecho y magistrado del Tribunal Supremo de Justicia de Venezuela en el exterior desde agosto de 2017. Fue profesor de la Universidad Central de Venezuela (UCV) y de la Universidad Católica Andrés Bello (UCAB). Tiene estudios de tercer nivel en Derecho Constitucional, Derecho Procesal y Derecho Laboral. Fue magistrado en el Tribunal Supremo de Justicia hasta 2008, cuando fue suspendido, y tiene carrera judicial desde 1985. Fue decano de la Facultad de Ciencias Políticas y Jurídicas de la Universidad José Antonio Páez.

## Carrera
Juez de carrera judicial. Hasta febrero de 2017 fue decano de la Facultad de Ciencias Jurídicas y Políticas de la Universidad José Antonio Páez, ubicada en San Diego, estado Carabobo. Es doctor en Ciencias, mención Derecho, y especialista en Derecho Procesal; en Técnicas de Resolución de Conflictos y en Derecho Laboral. Autor de “La Oralidad en el Proceso Civil”, publicación de dos tomos que fue su tesis doctoral y de “El derecho de jóvenes en Venezuela y su protección judicial”. Fue columnista del diario El Carabobeño.
En diciembre de 2008, fue suspendido de sus funciones como juez titular del Juzgado Superior Segundo en lo Civil, Mercantil, Bancario, de Tránsito y de Protección del Niño y del Adolescente de la Circunscripción Judicial de Carabobo, por la inspectoría General de Tribunales, luego de que el jueves 4 de diciembre de ese año juramentara al gobernador electo de la entidad, Henrique Salas Feo. La medida fue una consecuencia del reclamo hecho por nueve diputados regionales del Partido Socialista Unido de Venezuela (PSUV), quienes argumentaron que tal acto debió hacerse ante el parlamento estadal, como lo ordena el Reglamento Interior y de Debates.
Martín Tortabu fue uno de los coordinadores ejecutivos del Bloque Constitucional de Venezuela, un grupo conformado por jueces y magistrados eméritos del Poder Judicial, profesores universitarios en cátedras de derecho, presidentes de Colegios de Abogados del país, así como otros profesionales del Derecho, quienes publicaron diversos manifiestos con el fin de “rescatar el Estado de Derecho en Venezuela”. En esa misma coordinación estuvo Perkins Rocha, vicepresidente del Comité de Postulaciones que nombró al magistrado en el cargo.